# RTL Vijesti
RTL Vijesti (u početku "Vijesti RTL Televizije") su vijesti koje su se emitirale svaki dan u 16:30 sati, prva i najstarija informativna emisija na RTL-u.

## Povijest
Od samog početka emitiranja, RTL svakodnevno emitira svoje dnevne vijesti. Radnim danima vijesti su se emitirale u 18:30 sati, a večernje izdanje u 23:00 sata. Šestogodišnja koncepcija 15 minutnih vijesti pod nazivom "Vijesti RTL Televizije" došla je svom kraju 24. listopada 2010. kada je s emitiranjem krenula nova informativna emisija "RTL Danas".

## Voditelji
Prvi voditelji RTL Vijesti su bili Tomislav Jelinčić i Ana Brdarić-Boljat, zatim su im se pridružili Ivan Vrdoljak (od travnja 2017. godine) i Jelena Pajić (od travnja 2018.godine). Zadnji dodatak voditeljskoj ekipi su Adrian de Vrgna i Damira Gregoret.